# Gare d'Avdiïvka
Gare d'Avdeïevka
La gare d'Avdiïvka (ukrainien : станція Авдіївка) ou d'Avdeïevka, est une gare ferroviaire ukrainienne située à Avdiïvka, dans l'oblast de Donetsk.

## Histoire

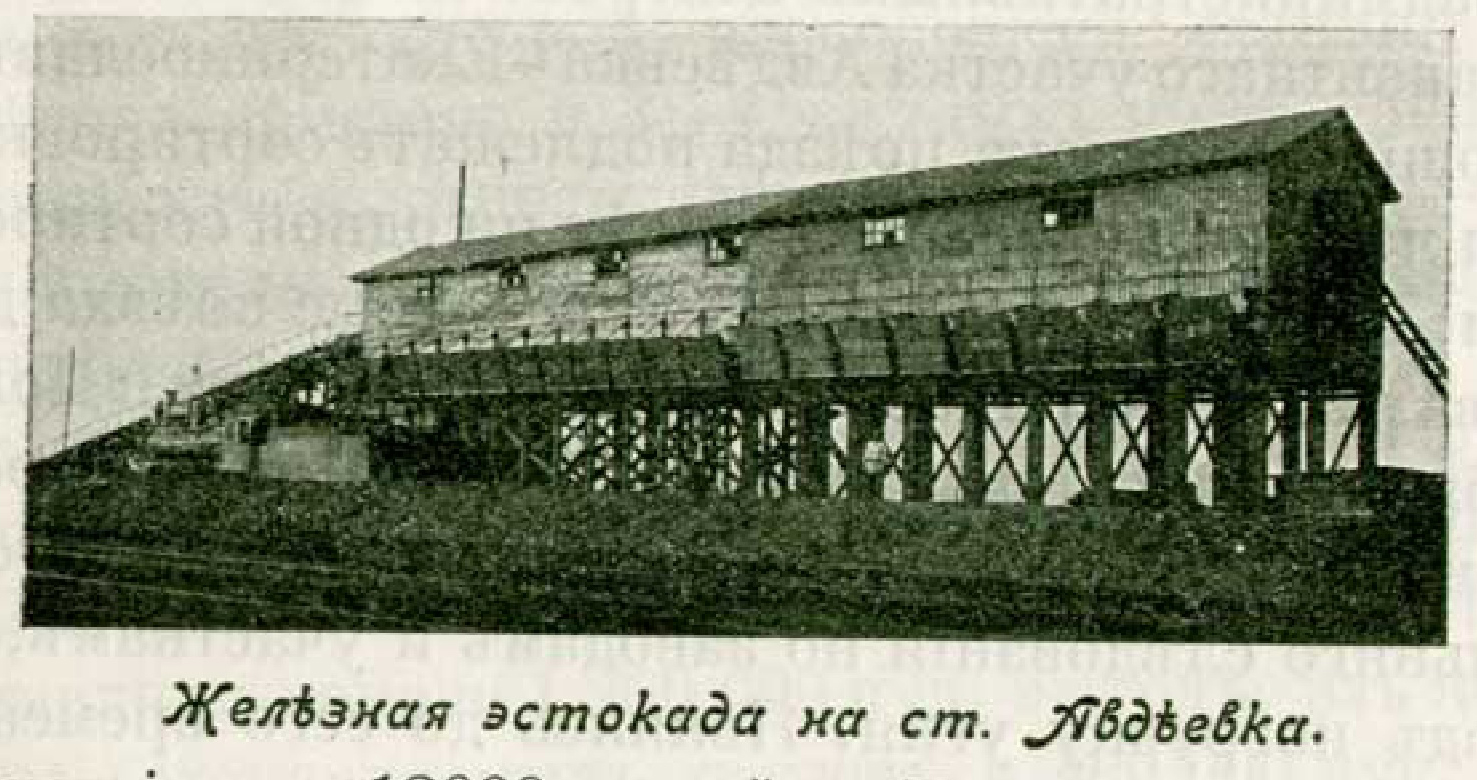
En 1912.

Elle s'ouvre à la suite de l'extension de la ligne de chemin de fer de Catherine entre 1881 et 1884. Elle comprenait une gare, un dépôt. Elle était un centre d'export de céréales et était reliée à Mykytivka, Horlivka, Debaltseve.